# Стайки (Вілейський район)
Стайки (біл. вёска Стайкі) — село в складі Вілейського району Мінської області, Білорусь. Село підпорядковане Ольковицькій сільській раді, розташоване в північній частині області.